# 중남초등학교 (경북)
중남초등학교는 대한민국 경상북도 청도군 매전면 청매로 825 (지전리)에 있었던 초등학교이다.

## 연혁
- 1949년 9월 1일 매전국민학교 지전분교장 설립인가
- 1952년 10월 9일 중남국민학교 개교
- 1996년 3월 1일 중남초등학교로 교명 변경
- 1999년 2월 19일 제45회 졸업식(누계 2386명)
- 1999년 3월 1일 폐교 (매전초등학교로 통합)